# Louise Penny
Louise Penny (ur. 1 lipca 1958 w Toronto) – kanadyjska pisarka, autorka serii powieści kryminalnych Chief Inspector Armand Gamache.
Ukończyła studia licencjackie na Ryerson Polytechnical Institute. Później pracowała jako dziennikarka w CBC/Radio-Canada. 
Otrzymała nagrody literackieː CWA New Blood Dagger, Barry Award (obie za powieść Martwy punkt), Nero Award (za powieść Bury Your Dead), czterokrotnie Agatha Award (za powieści Zabójczy spokój, The Cruelest Month, The Brutal Telling, Bury Your Dead), trzykrotnie Anthony Award (za powieści Martwy punkt, The Cruelest Month, The Brutal Telling), dwukrotnie Macavity Award (za książki Bury Your Dead i The Beautiful Mystery), dwukrotnie Dilys Award (za Martwy punkt i Bury Your Dead) oraz także dwukrotnie Arthur Ellis Award (również za Martwy punkt i Bury Your Dead). Jej debiut powieściowy Martwy punkt doczekał się adaptacji filmowej. W 2013 została członkinią Orderu Kanady.
Była żoną  lekarza hematologa Michaela Whiteheada (zm. 2016). Mieszka we wsi Knowlton w Quebecu.

## Dzieła

### Powieści
seria Chief Inspector Armand Gamache
1. Still Life (2005; wydanie polskie Martwy punkt 2014)
2. Dead Cold (2006; wydanie polskie Zabójczy spokój 2014)
3. The Cruellest Month (2007)
4. The Murder Stone (2008)
5. The Brutal Telling (2009)
6. Bury Your Dead (2010)
7. A Trick of the Light (2011)
8. The Beautiful Mystery (2012)
9. How the Light Gets In (2013)
10. The Long Way Home (2014)
11. The Nature of the Beast (2015)
12. A Great Reckoning (2016)
13. Glass Houses (2017)

### Nowela
- The Hangman (2010; z serii Chief Inspector Armand Gamache)